# انتقال داده گره به گره
انتقال داده گره به گره (به انگلیسی: Node-to-node data transfer) در ارتباطات از راه دور حرکت داده‌ها از یک گره شبکه به گره دیگر است. این کار در مدل اتصال متقابل سامانه‌های باز با حداقل دو لایه، لایه پیوند داده‌ای و لایه فیزیکی، انجام می‌شود.
در بیشتر سامانه‌های ارتباطی، ابتدا نقطه انتقال فشرده‌سازی داده‌ها را اعمال می‌کند و به دنبال آن کدگذاری کانال، و در آخر، کدگذاری خطی اجرا می‌شود. این سیگنال باند پایه را تولید می‌کند. وجود فیلترها ممکن است شکل‌دهی پالس را انجام دهد. برخی از سامانه‌ها سپس از مدولاسیون سیگنال‌های باند پایه در یک سیگنال باند پهن استفاده می‌کنند. گیرنده این تغییر و تحولات را به ترتیب معکوس انجام می‌دهد: کشف رمز، رمزگشایی شبکه، تشخیص و اصلاح خطا، رفع فشار.
برخی از سامانه‌های ارتباطی یک یا چند مرحله را حذف می‌کنند یا از تکنیک‌هایی استفاده می‌کنند که چندین مرحله را با هم ترکیب می‌کند. برای نمونه یک فرستنده کد مورس کدگذاری منبع، کدگذاری کانال و کدگذاری خطی را در یک مرحله ترکیب می‌کند که به طور معمول در پی آن مرحله مدولاسیون دامنه انجام می‌شود. از سویی دیگر بارکدها، در هنگام کدگذاری کانال، یک رقم کنترلی اضافه می‌کنند و سپس در هنگام کدگذاری خط، هر رقم را به یک علامت بارکد ترجمه و مدولاسیون را حذف می‌کنند.

## کدگذاری منبع
کدگذاری منبع از بین بردن افزونگی برای استفاده بهینه از فضای ذخیره‌سازی و/یا کانال‌های انتقال است.
نمونه‌هایی از کدگذاری منبع عبارتند از:
- کدگذاری هافمن
- کدگذاری مورس
- کدگذاری دودویی

## برنامه‌نویسی کانال
در ارتباطات از راه دور دیجیتال، کدگذاری کانال یک نقشه‌برداری پیش از انتقال است که روی سیگنال دیجیتال یا پرونده داده اعمال می‌شود و معمولاً برای امکان‌پذیر ساختن تصحیح خطا (یا حداقل تشخیص خطا) طراحی می‌شود.
تصحیح خطا با استفاده از رقم‌های بیشتر (بیت در موارد کانال باینری) نسبت به تعداد کاملاً لازم برای نمونه‌ها و محاسبه گیرنده برای محتمل‌ترین پیام معتبر که می‌تواند منجر به پیام دریافتی شود، انجام می‌شود.
انواع کدگذاری کانال شامل موارد زیر است:
- بیت توازن
- کد همینگ
- کد رید-مولر
- کد رید-سالامون
- کدگذاری توربو

## کدگذاری خطی
کدگذاری خطی شامل نمایش سیگنال دیجیتالی است که باید توسط یک سیگنال گسسته از دامنه و زمان منتقل شود، که به صورت بهینه برای خصوصیات خاص کانال فیزیکی (و تجهیزات گیرنده) تنظیم می‌شود. الگوی شکل موج ولتاژ یا جریان مورد استفاده برای نشان دادن 1s و 0s یک سیگنال دیجیتال روی یک پیوند انتقال، کدگذاری خطی نامیده می‌شود. پس از کدگذاری خط، می‌توان سیگنال را مستقیماً روی یک خط انتقال قرار داد، به صورت تغییرات جریان. انواع متداول رمزگذاری خطی رمزگذاری تک قطبی، قطبی، دو قطبی و منچستر است.
کدگذاری خطی باید این امکان را برای گیرنده فراهم کند تا خودش را با فاز سیگنال دریافتی هماهنگ کند. همچنین ترجیح داده می‌شود که کد خط ساختاری داشته باشد که امکان شناسایی خطا را فراهم کند.
نمونه‌هایی از کدگذاری خطی عبارتند از: (مقاله اصلی کدینگ خط را ببینید)
- B8ZS
- HDB3
- 2B1Q
- رمزنگاری دو قطبی
- کد گری

## مدولاسیون
مدولاسیون فرایند تغییر موج حامل، در بیشتر مواقع موجی سینوسی برای استفاده در انتقال اطلاعات، است. در آن یکی از سه مشخصه اصلی سیگنال فاز، فرکانس یا دامنه آن، معمولاً تعدیل می‌شود.
در مدولاسیون دیجیتال، تغییرات در سیگنال از یک لیست ثابت (الفبای مدولاسیون) انتخاب می‌شود که هر ورودی از آن اطلاعات متفاوتی از اطلاعات (نمادی) را منتقل می‌کند. در سیگنال آنالوگ، تغییر به طور مداوم در پاسخ به سیگنال داده اعمال می‌شود.
مدولاسیون به طور کلی برای غلبه بر مشکلات انتقال سیگنال انجام می‌شود تا موارد زیر را انجام دهد:
- انتشار آسان (کاهش کم، پراکندگی کم) به عنوان امواج الکترومغناطیسی
- هم‌تافتن، انتقال چندین سیگنال داده در یک باند فرکانس، روی فرکانس‌های مختلف حامل.
- آنتن‌های کوچکتر و جهت دارتر

سیگنال‌های حامل معمولاً امواج الکترومغناطیسی با فرکانس بالا هستند.
نمونه‌هایی از مدولاسیون شامل:
- مدولاسیون دامنه
- مدولاسیون فرکانس
- کلیدگذاری تغییر فاز